# 예멘
예멘 공화국(아랍어: الجمهورية اليمنية 알줌후리야 알야마니야[*], 영어: Republic of Yemen), 약칭 예멘(아랍어: اليَمَن 알야만[*])은 서남아시아의 아라비아 반도 남서부에 있는 국가이다. 가장 오래된 인류 거주지 중 하나로 유구한 역사를 지녔으며, 천일야화의 주요 배경지 중 하나이다. 아시아와 아프리카, 유럽의 길목에 있어 예로부터 문화적으로 풍부했고, 중동 국가 가운데서 아랍인의 독특한 기질과 문화적 전통을 가장 잘 이어가고 있는 나라로 손꼽힌다. 북쪽으로는 사우디아라비아와 인접해 있으며 동쪽으로는 오만과 인접해 있다. 수도는 사나이다.

## 자연 환경
아라비아 반도 남서부에 위치하며 북부는 사우디아라비아, 동부는 오만, 남부는 아덴만, 서부는 홍해에 연한다. 국경선은 1,746㎞으로 오만 간 388㎞, 사우디아라비아 간 1,458㎞이며, 해안선은 1,906㎞로 남북거리는 565㎞, 동서거리는 1,100㎞이다.
북위 12도에서 20도 사이에 위치하며, 아덴만을 사이에 두고 소말리아와 만난다. 본토 이외에 소말리아 앞바다에 위치한 인도양의 소코트라섬 등도 예멘에 속한다.
국토 면적은 약 527,968km2으로 경작 가능 면적은 6%이며, 목초지 30%, 삼림 7%, 기타 57%으로 이용되고 있다. 관개농지 면적은 4,900km2이다.
중부 및 남서부는 예멘고원으로 불리는 고원 지형으로, 수도 사나는 해발고도 2,300m 위치하고 있다. 예멘 고원은 건천인 와디 하드라마우트와 와디 마실라를 중심으로 중앙(동부)과 서부지역으로 구분되는데, 중앙(동부) 고원지대는 해발고도 450m~1,500m에 이르는 광활한 고원 평야로 서부 고원지대보다 더 건조하나 작물 재배에 충분한 강수량을 보유하고 있다. 예멘 최고도 지역은 Jabal An Nabi Shu'ayb로서 해발 3,666m에 이른다. 서부의 고원지대에서는 와디 주변 평지의 비옥한 토질, 온화한 기후, 아랍 지역 최대인 적정한 강수량 등을 바탕으로 감자, 수수를 비롯한 곡물류의 상당량이 생산된다. 계단식 농경이 발달해 있으며, 목화와 과일 등도 생산하고 있다. 망고가 가장 수익성이 높다.
국토 북동부는 룹알할리 사막(al-Rub' al-Khali)의 남쪽과 연결된 모래 사막 지형으로, 소수의 베두인족들이 거주한다. 베두인 유목민들은 낙타 유목만을 하고 있다.
예멘 북부 및 중앙 고원지대는 여름에는 더우나, 겨울에는 추운 한냉서온 기후이며 연평균기온은 22~25도, 하절기에는 최고 50도, 동절기에는 최저 0도, 연평균 강우량은 500㎜에 이른다. 남서부 고원지대의 기온은 여름에도 상당히 서늘하고 겨울에는 매우 춥고, 동부고원 및 사막은 고온건조 사막기후이다. 아라비아반도 대부분은 건조 지대이나 예멘 서부 고원지대는 토양이 비옥한 편이며 강우량도 적당해 농경지 대부분은 별다른 관개시설 없이 농사가 가능하다. 사나 남쪽의 고원지대는 지진 다발지역이며, 1982년 12월 대지진으로 약 3,000명의 인명피해와 50만명에 달하는 이재민이 발생하였다.
국토 남부는 해안 평원 지형으로 넓이 25~40㎞의 좁은 해안평야인 티하마(Tihama) 평원이 남부 홍해 연안을 따라 펼쳐져 있으며, 아덴만쪽에도 너비 8~16㎞의 해안평원이 위치하고 있다. 해안평원에서도 곡물, 야채 등의 농작물 재배가 이루어지며, 관목류 나무도 분포되어 있다. 해안 습지로 건조한 기후에도 말라리아 모기가 서식한다. 남부해안에 위치한 아덴은 1월 평균기온이 25℃, 7월 평균기온이 32℃, 여름의 한낮 기온이 38℃를 넘는 경우가 많으며 상대 습도는 80% 가량된다. 티하마 및 남부해안지역은 고온다습하고 토질이 척박하다.
티하마로 불리는 홍해 연안은 매우 건조하고, 산지에서 흐르는 강은 보기 힘들며, 와디 또는 지하수의 형태로 존재한다. 동부는 해발 2,000m 지역이며, 기온차가 서부산지보다 더 크다. 낮 30°C, 야간 0°C의 기온 차를 보이기도 한다. 동부 지역은 보리나 밀이 재배된다. 아덴 만 연안의 해얀 평야에서는 수리를 이용한 농작물을 경작한다. 기온은 홍해 연안이 높고 중부 고지가 쾌적하다. 중부에서는 연간 400∼1,000mm의 강우량을 보인다. 홍해 연안의 평야는 40∼50°C의 고온과 높은 습도의 기후를 이룬다.
예멘 해안 저지대는 전형적인 사막기후, 고원 산악지대(올롤로 지역)는 온난성 기후이며 강수량은 고도에 따라 편차가 크다. 동부 해안 저지대와 북동부 사막은 연평균 강수량이 100㎜에 불과한 영농 불모지대이며, 남서부 고원지대는 연평균 강수량이 400㎜ 정도이다. 고원지대는 강수량의 변화가 심하고 일부지역은 연평균 강수량 750㎜에 이르기도 한다.
부존자원으로 석유, 가스, 플루토늄, 암염, 석탄, 금, 니켈, 우라늄, 진주 등이 있다. 암염은 2,500만톤의 매장량으로, 고순도, 노천광으로 수익성이 높다.

## 역사
기원전 1,000년 경 남서부 아라비아 반도에 사바 왕국(Saba, 사바 또는 시바) 왕국이 발생하여 기원후 570년경까지 존속하였다. 왕국은 예멘 지역에서 나는 몰약과 유향 무역으로 경제적으로 부를 축척하였으며, 주민 대부분은 농경에 기반하여 생활했다.
기원전 2세기 경에는 서남부 해안을 중심으로 힘야르 왕국(Himyar, 기원전 115년~기원후 522년)이 등장해 향료의 해상 무역으로 번성하였다. 기원후 1세기 경 이 지역은 ‘행복한 아라비아’(Arabia Felix)라고 불렸다.
힘야르 마지막 왕 두 누와스(Dhu Nuwas)는 널리 퍼진 기독교를 몰아내기로 하고, 예멘 지역 북부 나즈란의 기독교인에게 유대교로 개종할 것을 강요하고, 말을 듣지 않자 불에 태워 죽였다. 당시 에티오피아(악숨 왕국)의 통치자 나자쉬 황제는 기독교로 개종한 상태였고, 기독교의 수호자인 유스티누스 로마 황제에게 선박 지원을 요청하여 530년, 7만여 에티오피아 병력을 이끌고 원정을 감행했다. 이 과정에서 두 누와스 왕은 바다에 뛰어들어 자결했고 예멘 지역은 에티오피아가 점령했다(2세기 경). 600년 경 페르시아로 도망간 힘야르 왕자의 요청으로 페르시아 군대가 예멘 지역에서 에티오피아인을 쫓아내 72년간 지속된 에티오피아의 예멘 통치가 끝났다.
628년 페르시아의 지배 하에서 이슬람교가 도래되었고, 9세기 초반까지 우마이야 왕조와 압바스 왕조가 예멘 지역을 지배했다.
9세기 초 서남부 티하마 지역(Tihama) 자비드 시(Zabid)를 중심으로 지야드 왕조(Ziyad)가 성립했다.
9세기 말 무함마드의 후손인 야흐야 빈 알후세인 빈 알카심 알라시(Yahya bin Hyssein bin Qasim ar-Rassi)가 북부 사나를 중심으로 자이드 왕조(Zayd, 자이드파)를 성립하였다. 이 지역이 예멘이라 불리기 시작하였으며, 1962년 혁명 시까지 북예멘 지역을 중심으로 왕조가 지속되었다.
11세기 사나를 중심으로 이스마일파 술라이히 왕조(Sulayhi)가 성립되었고, 남부에는 에티오피아 노예 출신의 나자 왕조(Najah)가 성립하였다. 남부 지역은 나자 왕조의 뒤를 이어 라술 왕조(Rasul)와 타히리드 왕조(Tahirid)가 16세기 초까지 차례로 명멸했다.
15세기에는 예멘 동부에서 카티리 왕조(Kathir)가 성립되어 1967년 남예멘 성립 시까지 존재하였다. 15세기 예멘 지역은 커피 무역을 시작하였는데, 예멘 서남부 알마카 지구(Al-Makha, 모카 시가 위치. Al-Mocha라고도 불림)는 당시 세계 최대의 커피 무역항이었다. 예멘 지역의 자이드 왕조는 18세기 커피 무역 퇴조와 함께 쇠퇴하였다.
1570년 포루투갈이 아라비아해의 소코트라 섬을 점령했다. 16세기에는 오스만 제국이 북부 자이드 왕조와 동부 카티리 왕조를 제외한 예멘 전 지역을 점령했다.
18세기 말부터 영국은 홍해입구를 중심으로 점령지를 넓혀 나갔으며, 1839년 천혜의 무역항인 아덴을 노리고 남예멘 지역을 무력으로 점령하였다. 영국은 지방 토후들과의 보호 조약을 통해 아덴을 중심으로 영구 보호령을 설치했다.
1849년 오스만 제국이 예멘 지역을 재점령하였다. 그러나 자이드 왕조를 완전히 복속 시키지 못하여 평화조약을 맺었고, 1919년 제1차 세계 대전 종전으로 오스만 제국이 물러날 때까지 공존하였다.
오스만 제국이 몰락하고 자이드 왕조는 ‘예멘 이마메이트’(Imamate of Yemen)로 불리며 영국의 아덴 보호령을 제외한 예멘 전 지역을 통치하였다. 종교 최고 지도자인 이맘(Imam)은 세속과 종교를 동시에 지배했으며, 무함마드의 후손으로 존경 받았다. 1948년 암살된 야히야 무함마드 하미드 에드딘 이맘의 뒤를 이은 아흐마드 빈 야히야 이맘은 개방 정책을 실시하였으며, 영국, 미국, 이집트, 소련 등과 외교관계를 맺고, 근대화 정책도 추진하였으나 실패했다.
1962년 아흐마드 이맘이 사망 후, 압둘라 살라(Abdullah Salla)가 이끄는 장교단의 군사 쿠데타로 자본주의 국가 예멘 아랍 공화국(북예멘)이 성립했다. 1967년에는 영국의 지배에 반대하여 공산주의 국가인 남예멘 공화국(Republic of South Yemen)이 성립했다.
1972년·1973년·1979년에 국경 문제로 남예멘과 북예멘 간에 무력 분쟁이 이어져 왔으며, 1978년 6월에는 가즈미 북예멘 대통령이 남예멘 특사와 회담 중 암살됨으로써 남예멘과 북예멘 간의 관계가 악화되었다.
1990년 5월 남북협상에 의해 통일이 성사되었으나 1994년 5월에 재분단되어 전면적인 내전이 시작되었고, 1994년 7월 북예멘의 일방적 승리로 다시 통일국가가 수립되었다.

### 남북통일과 내전
예멘은 과거에 오스만 제국으로부터 독립한 북예멘(예멘 아랍 공화국)과, 1967년 영국으로부터 독립하여 사회주의 정체를 채택한 남예멘(예멘 인민 민주 공화국)으로 분열되어 있었다. 1990년 남북간 합의로 통일정부가 구성되었는데, 얼마 되지 않아 정부 요직 분배와 관련하여 충돌이 발생, 내전으로 비화했다. 남예멘 관료들은 예멘민주공화국을 선포했다. 내전은 군사력에서 우위에 있었던 북예멘 군대가 남예멘의 수도 아덴을 점령하며 북예멘의 승리로 끝나, 비로소 완전한 통일이 이루어졌다. 하지만 통일된 지 22년 만에 다시 분단될 수 있다는 우려를 낳고 있다. 2013년 1월 14일에는 예멘 남부에서 분리독립을 요구하는 대규모 시위가 벌어졌다.

### 후티 반란으로 정부 붕괴
2004년부터 시아파 무장 단체 후티는 예멘 서북부를 중심으로 예멘 정부에 대한 반란을 시작했다.
2011년 ‘아랍의 봄’ 시위 사태로 알리 압둘라 살레 대통령이 33년 만에 사임하고 신헌법제정, 선거 실시 등 목표로 과도기 이행 중이었으나, 2014년 9월 21일 북부 시아파 후티(Houthi) 반군이 사나를 점령했다. 2015년 1월 20일에는 대통령궁을 점령하였고, 이어 대통령 사임·내각 총사퇴로 헌법 공백 상태가 초래되었다. 이란의 지원을 받는 것으로 알려진 후티 세력은 권좌 복귀를 노리는 살레 전 대통령 세력과 제휴하여 실권을 장악하였다.
2015년 2월 6일 후티 세력은 일방적으로 혁명위원회 및 대통령위원회(5인), 의회를 대체하는 과도기 국민회의(551명) 설치 등 과도기 체제를 선포하였고, 2015년 3월 26일 압드라보 만수르 하디 대통령은 사우디아라비아 리야드로 피신하였다.
2015년 3월 26일 사우디아라비아 주도 연합군은 예멘 내 시아파 후티 세력에 대한 공습을 수도 사나, 북부 사다, 동부 마립, 남부 타이즈 등에서 진행하였다. 2018년 12월 스톡홀름에서 유엔 중재 평화회담이 진행되어 합의가 이루어졌으나, 합의 사항 이행이 지연되어 내전 상황은 지속하였다.
하디 정부는 임시수도 아덴에서 최소한의 정부기능을 유지하고 있었으나, 2019년 8월 10일 예멘 남부 분리주의 세력이 아덴을 점거해 남부 정세 혼란이 지속되었다. 이에 2019년 11월 5일 사우디아라비아의 중재로 양측간 리야드 합의를 체결하였으나, 2020년 4월 26일 남부 분리주의세력이 남부 자치선언을 하여 갈등이 재점화되었다. 2020년 12월 하디 대통령은 신 통합 내각이 구성되었음을 발표하였는데, 동 내각이 아덴에 도착한 시점을 노린 미사일 테러가 발생하여 일부 내각 사상자가 발생했다. 2022년 4월 하디 대통령이 사임였고, 후티 반군을 제외한 예멘의 다양한 정파 대표들로 구성된 대통령리더십위원회가 구성되었다.

## 정치
예멘은 아라비아 반도 국가 중 유일하게 공화제를 채택한 입헌국가이다. 현행 헌법은 1991년에 공포되어 1994년과 2001년에 개정된 것이다. 국가원수는 대통령으로, 국민의 직접 선거에 의해 선출된다. 임기는 7년으로, 3선이 금지되어 있다. 권한은 막강하고, 형식상으로도 사실상 국가의 최고 지도자이다. 부통령과 총리는 대통령이 임명한다. 내각에 해당하는 국무위원회의 구성원은 총리의 조언에 따라서 대통령이 임명한다.
의회는 양원제로, 자문위원회(111석)과 인민대표원(301석)으로 구성된다. 자문위원회 의원은 모두가 대통령에 의해 임명된다. 인민 대표원의 의원은 국민의 직접 선거로 선출되며, 임기는 6년이다. 그러나 자문위원회에 입법권은 없으며, 대통령의 정책에 대한 조언기관에 불과하므로, 예멘 의회는 실질적으로 입법권을 행사할 수 있는 인민대표원의 사실상 단원제에 가깝다.
최고 사법기관은 대법원이고, 여성에게도 참정권을 부여한다.

### 행정 구역
예멘은 22개 주로 구성되어 있다.

## 경제
이웃 아랍 국가들에 비해 석유나 천연가스의 개발이 늦어, 아랍 지역에서 가장 가난한 나라로 꼽힌다. 상대적으로 농어업이 활성화되어 있으나 기후 악화와 낙후된 설비 등으로 식량을 자급할 정도는 되지 못하며, 예멘인들의 국민적 기호품이자 마약성 작물인 까트(Qat) 재배가 지나칠 정도로 널리 확산되어 있어 적지 않은 사회문제가 되고 있다. 석유 등의 에너지자원은 1980년대 이후에야 본격적으로 개발되기 시작했다. 공업은 자유무역지대로 지정된 아덴을 중심으로 정유, 석유화학, 제염(製鹽), 알루미늄 공예 등이 발전해 있다. 인근 아랍국가들과 서방세계로부터 상당히 많은 재정지원을 얻어 왔지만 경제 성장이 더디고, 실업률이 30% 이상이며 물가 상승률도 높다. 다만 석유의 수출이 늘어나며 무역수지는 흑자를 유지하고 있어, 앞으로의 성장 전망은 어둡지 않은 편이다.

## 인구와 구성
| 종교 구성 (예멘)  | 종교 구성 (예멘)  | 종교 구성 (예멘) | 종교 구성 (예멘) | 종교 구성 (예멘) |
| ----------------- | ----------------- | ---------------- | ---------------- | ---------------- |
|                   |                   |                  |                  |                  |
| 이슬람교 (수니파) | 이슬람교 (수니파) |                  | 56.39%           | 56.39%           |
| 이슬람교 (시아파) | 이슬람교 (시아파) |                  | 43.61%           | 43.61%           |
| 기타              | 기타              |                  | 0.01%            | 0.01%            |

인구는 2014년에 약 2500만 명으로 아랍인이 98%를 차지하고, 공용어는 아랍어이다. 국민의 거의 대부분이 무슬림으로, 이 중 수니파가 56%, 시아파가 43%를 차지한다. 시아파의 대부분은 수니파와 비슷한 교리를 가진 자이드파(다섯 이맘파)이고, 열두 이맘파와 이스마일파(일곱 이맘파)도 예멘 내 소수파로서 일정한 세력을 가지고 있다. 그리고 소수의 예멘계 유대인이 거주하고 있다.

## 문화
국민의 대부분이 이슬람교도로 구성되어 있기 때문에, 생활양식도 이슬람의 영향을 크게 받았다. 그러나 이슬람의 가르침보다 부족 내의 규칙을 우선하는 경우도 있다.
일반적인 성인 남성은 허리띠에 쟌비야라고 불리는 반달모양의 단검을 차고 있다. 이 단검은 소유자의 집안이나 부족, 빈부와 같은 특성을 드러낸다. 실용적인 면보다는 상징으로써의 성격이 강하기 때문에, 날이 예리하지 않은 것도 많아 일상적으로 사용되지는 않는다. 도시에서 바지에 와이셔츠를 입은 남성도 많이 보이지만, 그 경우에도 많은 남성이 자신의 집에 쟌비야를 갖고 있다. 여성은 종교적인 관습에 따라서 머리와 얼굴을 가리기 위한 스카프와 몸을 가리는 천을 착용하고 있으나,  이것은 개인과 그 가족의 신앙의 깊이에 의해서 판단되므로, 신앙이 깊어지면 그만큼 피부를 숨기는 면적도 많아지게 되는 것이다. 여성의 이슬람 복장 착용 정도는 이슬람 부흥 등의 사회 경향도 많이 받지만, 일반적으로 예멘의 여성들은 다른 이슬람 국가와 비교하면 착용 비율이 매우 높은 편에 속한다. 여성의 사회 진출은 주로 도시 지역에서 조금씩 진행되고 있다.
이슬람교에서 금지된 술 대신, 카트라고 불리는 마약성 작물의 잎을 씹는 관습이 있다. 카트는 예멘인의 사교에 없어서는 안 되는 것으로, 거리나 가정집에서 여러 명이 모여 카트를 씹으면서 담소를 나누는 모습을 쉽게 찾아볼 수 있다.